# Engelhardia hainanensis
Engelhardia hainanensis ist eine nur in China vorkommende Baumart aus der Familie der Walnussgewächse (Juglandaceae).

## Merkmale
Engelhardia hainanensis ist ein bis zu 30 m hoher Baum. Die Blätter sind paarig gefiedert und 15 bis 23 cm lang. Der Blattstiel ist 4,8 bis 7 cm lang, behaart oder verkahlend, die Rhachis ist behaart. Die 6 bis 10 zugespitzten Fiederblättchen sitzen an 2 bis 3 mm langen Stielen, sind länglich-oval bis länglich-elliptisch, 5 bis 10,5 cm lang und 2,5 bis 4 cm breit. Die Unterseite ist entlang der Mittelrippe stark behaart, in den Nervenachseln sitzen zerstreut Haare. Der Blattrand ist gesägt. 
Die dreiflügeligen und borstigen Nüsse sind verkehrt-eiförmig, 8 bis 10 mm lang und 5 bis 7 mm breit. Der mittlere Flügel ist 5 bis 6 cm lang, die seitlichen je 2,5 bis 2,8 cm. Die Fruchtreife erfolgt im Dezember und Jänner.

## Verbreitung
Engelhardia hainanensis ist ein Endemit der Insel Hainan und kommt hier nur im Südwesten im Bereich Dongfang vor. Der Baum wächst in Talwäldern.

## Belege
- Anmin Lu, Donald E. Stone & L. J. Grauke: Juglandaceae, in: Flora of China, Band 4, 1999, S. 277–285. Science Press, Beijing und Missouri Botanical Garden Press, St. Louis. (PDF; 153 kB).